# Dover
Dover — іспанський рок-гурт, заснований у Мадриді 1990 року. Гурт виконує пісні англійською та іспанською мовами. Основними напрямками є гранж/пост-гранж та панк-рок. У період з 2006 до 2010 років гурт почав вносити до своїх пісень риси електронної музики і нещодавно знову повернувся до панк-рок сцени.
Гурт випустив 7 студійних альбомів та 1 міні-альбом.

## Назва
Назва гурту містить переважно містичний характер. Також назва схожа з доверським демоном та словом Devil англ. диявол. Але не всі пісні гурту пов'язані з такими істотами.

## Склад

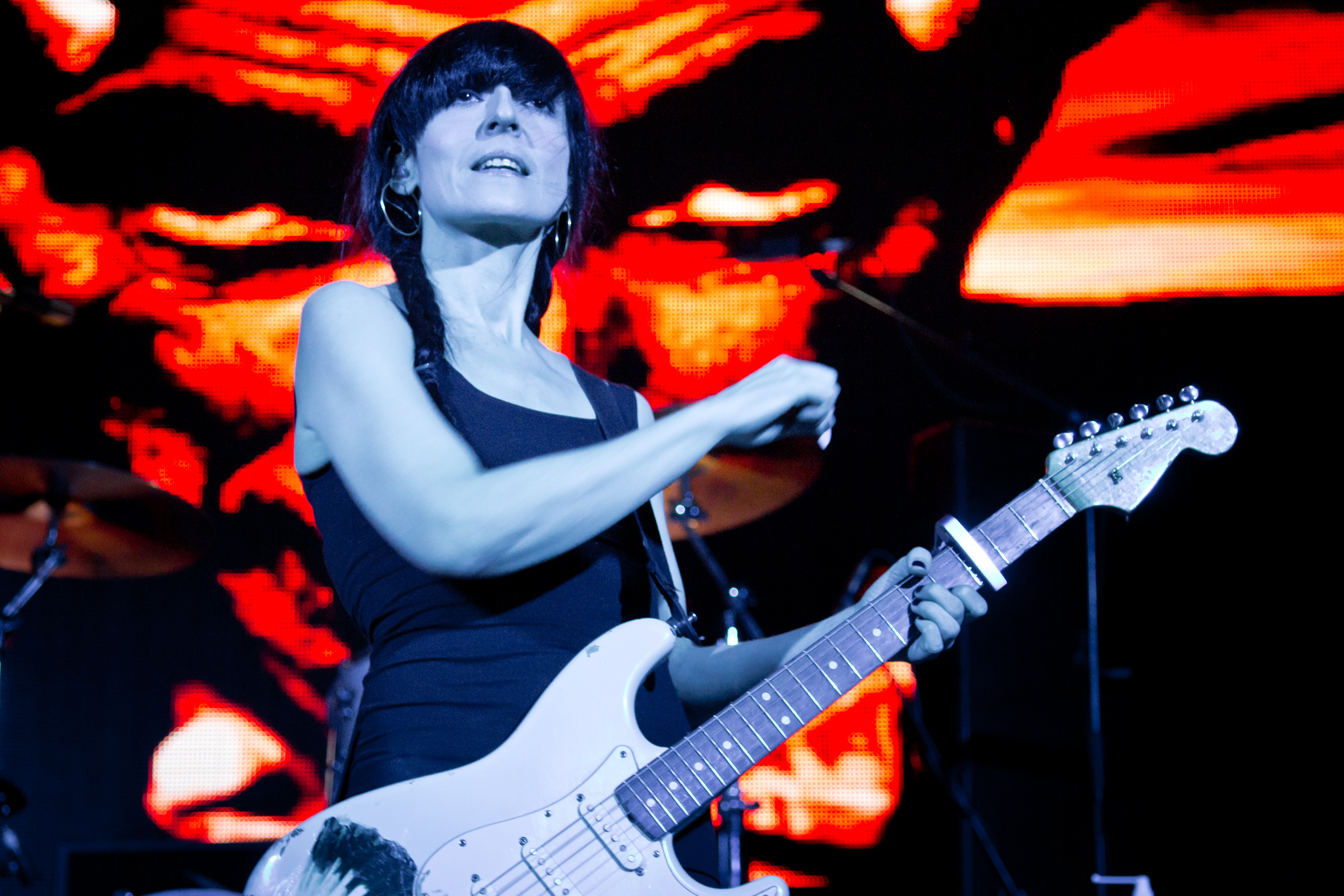
Крістіна Льянос під час туру Dover came to me 2014 року

- Ампаро-Льянос (* 27 травня 1965)  — гітара і лідер групи
- Крістіна Льянос (* 3 грудня 1975)  — вокал і гітара
- Хесус Антюнз — барабани
- Самуїл Тітос — бас-гітара

## Дискографія

### Альбоми
| Рік  | Назва                                        | Позиції у чартах | Продажі, сертифікації                      |
| Рік  | Назва                                        | SPA              | Продажі, сертифікації                      |
| ---- | -------------------------------------------- | ---------------- | ------------------------------------------ |
| 1995 | Sister                                       |                  |                                            |
| 1997 | Devil Came to Me                             | 1                | Worldwide sales: 500,000 Cert. 5x Platinum |
| 1999 | Late at Night                                | 1                | Worldwide sales: 300,000 Cert. 3x Platinum |
| 2001 | I Was Dead for 7 Weeks in the City of Angels | 1                | Worldwide sales: 215,000 Cert. 2x Platinum |
| 2003 | The Flame                                    | 12               | Worldwide sales: 50,000 Cert. Gold         |
| 2006 | Follow the City Lights                       | 4                | Worldwide sales: 180,000 Cert. 2xPlatinum  |
|      |                                              |                  |                                            |
| 2010 | I Ka Kené                                    | 14               | Worldwide sales: 15,000                    |

### Сингли
| Рік  | Назва                        | Жанр                                |
| ---- | ---------------------------- | ----------------------------------- |
| 1997 | Serenade                     | гранж                               |
| 1997 | Loli Jackson                 | панк-рок/пост-гранж                 |
| 1997 | Devil Came To Me             |                                     |
| 1997 | Judas                        |                                     |
| 1999 | DJ                           | гранж/панк-рок/альтернативний метал |
| 1999 | Cherry Lee                   | гранж                               |
| 1999 | The Hitter                   |                                     |
| 1999 | Far                          |                                     |
| 1999 | Flashback                    |                                     |
| 2001 | King George                  | панк-рок                            |
| 2001 | The Weak Hour of the Rooster |                                     |
| 2001 | Better Day                   | панк-рок                            |
| 2001 | Big Mistake                  |                                     |
| 2002 | Mystic love                  | Приклад                             |
| 2003 | The Flame                    |                                     |
| 2003 | Honest                       |                                     |
| 2003 | Die for Rock & Roll          | гранж/панк-рок                      |
| 2003 | Mi Sombrero                  |                                     |
| 2003 | Leave Me Alone               |                                     |
| 2006 | Let Me Out                   | електронна музика/пост-гранж        |
| 2006 | Do Ya                        | електроніка/нова хвиля/пост-гранж   |
| 2006 | Keep On Moving               |                                     |
| 2007 | Soldier                      | Приклад                             |
| 2010 | Dannayá                      | електронна музика                   |
| 2010 | Under Your Spell             | електропоп                          |

### Відеокліпи
| Рік  | Назва                        | Примітки |
| ---- | ---------------------------- | --- |
| 1995 | Come With Me                 | Дане відео є першим відеокліпом у доробку гурту. На відео гурт грає на репетиційній базі. |
| 1997 | Serenade                     | На відео вокалістка гурту Крістіна Льянос йде вулицею з смолоскипом та крилами янгола на плечах. Під час приспіву гурт грає у полі в оточенні палаючих дерев та свічок. Наприкінці відео показано відривок з концерту гурту, на якому музиканти стрибають зі сцени до фанатів. |
| 1997 | Loli Jackson                 | |
| 1999 | DJ                           | |
| 1999 | Cherry Lee                   | На відео Крістіна Льянос співає у будинку, що поступово затоплюється водою з труб. Під час приспіву гурт грає біля велетенського фонтана на вулиці. |
| 1999 | Far                          | |
| 1999 | Flashback                    | |
| 2000 | The Hitter                   | |
| 2001 | King George                  | |
| 2001 | The Weak Hour of the Rooster | |
| 2001 | Better Day                   | |
| 2002 | Mystic love                  | |
| 2003 | The Flame                    | |
| 2003 | Honest                       | |
| 2003 | Die for Rock & Roll          | |
| 2006 | Let Me Out                   | На відео учасники гурту грають зверху на вуличних ліхтарях, при цьому у кадрі часто з'являється назва синглу «Let Me Out» різними кольорами. |
| 2006 | Do Ya                        | |
| 2006 | Keep On Moving               | |
| 2007 | Soldier                      | Приклад |
| 2010 | Dannayá                      | |
| 2010 | Under Your Spell             | |